# Summerhayesia
Summerhayesia é um género botânico pertencente à família das orquídeas (Orchidaceae).

## Espécies
1. Summerhayesia laurentii (De Wild.) P.J.Cribb, Kew Bull. 32: 185 (1977)
2. Summerhayesia zambesiaca P.J.Cribb, Kew Bull. 32: 185 (1977)